# Viby Torv
Viby Torv er et torv i bydelen Viby i Aarhus. Det ligger på hjørnet af Skanderborgvej, Kirkevej og Viby Ringvej. Selve torvet består af det nordlige og østlige hjørne. Torvet støder mod øst op til Viby Kirke og mod sydøst til Viby Skole. Ved og op til torvet ligger der en del butikker. På det vestlige hjørne ligger der en McDonald's og adskillige banker. På det nordlige hjørne ligger Viby Centret, en Danske Bank afdeling og et højhus, hvor der er hotel. Under en kilometer fra torvet ligger Viby J Station.
56°7′41″N 10°9′44″Ø / 56.12806°N 10.16222°Ø